# Juan Mora Cattlet
Juan Mora Catlett (31 de marzo de 1949) es un director de cine, editor y guionista mexicano.

## Biografía
Hijo de la artista Elizabeth Catlett y de Francisco Mora Pérez. Ingresó al Centro Universitario de Estudios Cinematográficos (CUEC) en 1967, donde realizó su primer cortometraje. Grabó en cine escenas del Movimiento estudiantil de 1968 en México como la Manifestación del silencio. Ese mismo año inició sus estudios en la Facultad de Cine y Televisión de la Academia de Artes, Arquitectura y Diseño de Praga, en la entonces Checoslovaquia. En ese mismo centro de estudios cursaría la maestría en cine y televisión. A partir de 1975 fue profesor del CUEC y posteriormente en el Centro de Capacitación Cinematográfica; en ambas instituciones ha sido profesor de muchos directores y directoras notables del cine mexicano. Los géneros en los que ha incursionado en cine son la ficción y formatos como cortometrajes (25) y los documentales.
En televisión fue director, guionista y editor de la serie La hora marcada de Televisa. Ha dirigido y producido más de 70 documentales para instituciones como la Secretaría de Educación Pública y el Instituto Nacional de Bellas Artes de México y el Detroit Council of Arts.
Miembro activo de la Academia Mexicana de Artes y Ciencias Cinematográficas

## Filmografía

### Largometrajes
- 1990 - Retorno a Aztlán (In Necuepaliztli in Aztlan)
- 2006 - Eréndira, Ikikunari (Eréndira, la Indomable)
- 2017 - La ira o el Seol

### Cortometrajes
- 1967 - Las sillas
- 1970 - El buzón
- 1970 - Tortas de crema
- 1971 - La muñeca
- 1972 - Las visitas
- 1972 - Gastrabaiter
- 1972 - El jockey
- 1972 - Poema mecánico

### Documentales
- 1975 - El niño, la familia y la comunidad
- 1976 - The work of Elizabeth Catlett
- 1983 - Manuel Álvarez Bravo, fotógrafo
- 1983 - Recuerdos de Juan O' Gorman

## Premios y reconocimientos
- 1972 - Premio de la Crítica, Festival de Escuelas de Cine en Cracovia por Poema mecánico. Polonia.
- 1976 - Ciudadanía Honoraria de la Ciudad de Nueva Orleans, otorgada por el Alcalde por la película The work of Elizabeth Catlett el 4 de julio. Estados Unidos.
- 1982 - Premio Ariel por Mejor Editor para la película de largometraje Ora sí tenemos qué ganar por la Academia Mexicana de Ciencias y Artes Cinematográficas . México.
- 1983 - Nominado al Ariel al Mejor Documental, por la película Manuel Álvarez Bravo, fotógrafo por la Academia Mexicana de Ciencias y Artes Cinematográficas . México.
- 1983 - Nominado al Ariel al Mejor Documental, por la película Recuerdos de Juan O'Gorman, fotógrafo por la Academia Mexicana de Ciencias y Artes Cinematográficas . México.
- 1985 - Premio Colón de Oro por Mejor documental, en el IX Festival de Cine Iberoamericano de Huelva por Recuerdos de Juan O' Gorman. España.
- 1986 - 1987 - Beca de la Fundación John Simon Guggenheim[5] para la realización del proyecto cinematográfico Retorno a Aztlán. Estados Unidos.
- 1987 - Premio Ariel por el Mejor Guion de Cine para el largometraje Crónica de familia por la Academia Mexicana de Ciencias y Artes Cinematográficas . México.
- 1987 - Premio al Mejor Guion por el largometraje Crónica de familia en el III Concurso de Cine Experimental del Instituto Mexicano de Cinematografía y del Sindicato de Trabajadores de la Producción Cinematográfica. México.
- 1987 - Nominado a la Diosa de Plata 1986 por el Mejor Libro Cinematográfico para el largometraje Crónica de familia. Periodistas Cinematográficos Mexicanos (PECIME). México.
- 1992 - Gran Premio Especial del Jurado del VII Festival de Cine Latinoamericano de Trieste, por Retorno a Aztlán. Italia.
- 1998 - 2000 - Beca de la Fundación John D. & Catherine T. MacArthur para el desarrollo del proyecto cinematográfico Eréndira, la indomable. Estados Unidos.
- 1997 - 1998 - Beca Bancomer-Rockefeller-FONCA del Fideicomiso para la Cultura de México/Estados Unidos, para el desarrollo del documental "Bety y/& Pancho". México.
- 1987 - Premio Ariel, Mejor Guion Cinematográfico por Crónica de familia
- 2007 - Nominación al Premio Ariel por Mejores Efectos Especiales para la película  Eréndira, Ikikunari por la Academia Mexicana de Ciencias y Artes Cinematográficas, México.
- 2007 - Presea "José Tocaven al Mérito Artístico" del periódico "La Voz de Michoacán", recibido de manos del C. Presidente de los Estados Unidos Mexicanos, México.
- 2007 - Reconocimiento por la Difusión de las Lenguas Indígenas en los Medios de Comunicación Masivos con las Películas "Retorno a Aztlán", en náhuatl, y "Eréndira, la indomable", en purépecha,  por la Secretaría de Educación Pública, México.
- 2008 - Premio a Mejor Director y Mejor Película, Annual Hispanic Film Festival por Eréndira, Ikikunari, Estados Unidos.
- 2008 - Mención Especial del Jurado Oficial para el largometraje Eréndira, la Indomable, 10es Rencontres du Cinema Sud-Americain, Marsella, Francia.
- 2008 - Premios a Mejor Película y Mejor Director por Eréndira, la Indomable en el 8th Indio Hispanic Film Festival, California, Estados Unidos.
- 2009 - Premio Universidad Nacional en Docencia en Artes como formador de cineastas en el CUEC, otorgado por la Universidad Nacional Autónoma de México.
- 2012 - Premio Especial por la película Retorno a Aztlán en el 1.er Festival Internacional de Culturas Indígenas, Presidencia Municipal, Ixmiquilpan, Hidalgo, México.
- 2013 - Medalla al Mérito Universitario - Universidad Nacional Autónoma de México.
- 2016 - Reconocimiento al Mérito Académico por la AAPAUNAM, Asociaciones Autónomas del Personal Académico de la UNAM, México.
- 2016 - Se crea el Premio Juan Mora en el Sustefest Festival de Cine de Suspenso y Terror, así como homenaje a su trabajo en el género, Guanajuato, México.
- 1994 - 1999 y 2012 - 2014 - Miembro del Sistema Nacional de Creadores.[6]  México.
- 2019 - Premio a la Excelencia Docente en la categoría de Trayectoria y Logros Docentes  (Lifetime Educational Achievement) otorgado por la Asociación Internacional de Escuelas de Cine y Televisión, CILECT (Centre International de Liaison des Ecoles de Cinéma et de Televisión), organismo que reúne a 180 escuelas de todo el mundo. Federación de Rusia, 2019.[7][8]